# California City
California City és una població dels Estats Units a l'estat de Califòrnia. Segons el cens del 2000 tenia 8.385 habitants.

## Demografia
Segons el cens del 2000, California City tenia 8.385 habitants, 3.067 habitatges, i 2.257 famílies. La densitat de població era de 15,9 habitants per km².
Dels 3.067 habitatges en un 39% hi vivien nens de menys de 18 anys, en un 55,8% hi vivien parelles casades, en un 13% dones solteres, i en un 26,4% no eren unitats familiars. En el 21,2% dels habitatges hi vivien persones soles el 7,2% de les quals corresponia a persones de 65 anys o més que vivien soles. El nombre mitjà de persones vivint en cada habitatge era de 2,72 i el nombre mitjà de persones que vivien en cada família era de 3,15.
Per edats la població es repartia de la següent manera: un 30,7% tenia menys de 18 anys, un 7,3% entre 18 i 24, un 27,7% entre 25 i 44, un 23,5% de 45 a 60 i un 10,7% 65 anys o més.
L'edat mediana era de 36 anys. Per cada 100 dones de 18 o més anys hi havia 99 homes.
La renda mediana per habitatge era de 45.735 $ i la renda mediana per família de 51.402 $. Els homes tenien una renda mediana de 44.657 $ mentre que les dones 28.152 $. La renda per capita de la població era de 19.902 $. Entorn del 12,5% de les famílies i el 17,3% de la població estaven per davall del llindar de pobresa.

## Poblacions més properes
El següent diagrama mostra les poblacions més properes.